# Calamarca (gemeente)
Calamarca is een gemeente (municipio) in de Boliviaanse provincie Aroma in het departement La Paz. De gemeente telt naar schatting 12.410 inwoners (2018). De hoofdplaats is Calamarca.